# Nordjyske Stiftstidende
 Der er for få eller ingen kildehenvisninger i denne artikel, hvilket er et problem. Du kan hjælpe ved at angive troværdige kilder til de påstande, som fremføres i artiklen.

Nordjyske Stiftstidende er en dansk regional avis, som udgives i Aalborg.
Med sine rødder i Aalborg Stiftstidende, er Nordjyske Stiftstidende Danmarks næstældste avis, kun overgået af Berlingske Tidende. Fredag 2. januar 1767 udkom nemlig et ugeblad under titlen "Nyttige og fornøyelige jydske Efterretninger" i den nordjyske storkøbstad Aalborg. Bladets stiftere var de fire Aalborg-præster: Stiftsprovst Herman Peter Gudme, residerende kapellan ved Budolfi Kirke Peter Clementin, kapellan ved Vor Frue Kirke Johan Wandall og kapellan ved Budolfi kirke Peder Gudme.
De fire præster købte i 1765 et bogtrykkeri (det senere Aalborg Stiftsbogtrykkeri), og søgte om privilegium til at udgive en avis. Der skulle dog gå seks år, før de fik det. Efter to års venten begyndte de dog i 1767 at udgive den første avis uden privilegium. Præsterne anvendte den fremgangsmåde, som ikke uden held er blevet benyttet helt op til vore dage: de begyndte bare og bød restriktioner og andre komplikationer åben trods.

## Historisk
Nordjyske Stiftstidende fik sit navn i 1999 efter sammenlægning af Aalborg Stiftstidende, Vendsyssel Tidende, Fjerritslev Avis og Løgstør Avis. Men det nordjyske i navnet har været fremme tidligere i Aalborg Stiftstidendes historie. Både i 70’erne med undertitlen Nordjyske Amtstidende, og igen siden 1987, hvor søndagsavisen fik navnet Nordjysk Søndag med undertitlen Aalborg Stiftstidende.
I de første 200 år prægede tre familier Stiftstidendes udgivelse og redaktion. Først præsten Johan Wandall, der var en af de fire stiftere, som satte sig i redaktørstolen, og hans søn. Dernæst familien Rée i to generationer og familien Schiøttz-Christensen fra år 1900, hvor L.A. Schiøttz-Christensen blev engageret til at redigere bladet. I 1910 købte han det af Marie Rées dødsbo, og i de næste 40 år var han bladets udgiver indtil sin død i 1950. Posten som bladets chefredaktør afgav han 9. april 1940 netop den dag, tyskerne besatte Danmark. Den daglige ledelse blev overdraget til hans yngste søn, cand.phil. Alf Schiøttz-Christensen, der døde 6. november 1981. Han førte avisen frem teknisk og redaktionelt til et af de førende danske dagblade.
Siden 1997 har Per Lyngby været ansvarshavende chefredaktør og koncernchef. Per Lyngby er den 16. ansvarshavende redaktør siden 1767.
I 2022 er Morten Vinther Jensen administrerende direktør.

## Nordjyllands regionale dagblad
Nordjyske Stiftstidende er det eneste tilbageværende regionale dagblad i Nordjylland, og de lokale nyheder fylder godt i avisen, som dog også indeholder indenrigs- og udenrigsstof på linje med andre omnibusaviser. Nordjyske driver en Christiansborg-redaktion, der tager sig af dele af indlandsstoffet. Det står i formålsparagraffen, at avisen ”skal varetage det danske samfunds og specielt Nordjyllands tarv”. Nordjyske Stiftstidende er derfor med til at holde Nordjylland på landkortet. Ved at fortælle om de initiativer og begivenheder, der udspringer af Nordjylland – og ved at få enhver nyhed frem, der er væsentlig for folkestyrets udøvelse og for nordjydernes medleven i samfundsudviklingen.

## Uafhængigt dagblad
Nordjyske Stiftstidende er uafhængig af såvel politiske partier som enkeltpersoner og interesseorganisationer. Det betyder blandt andet, at også opfattelser, der ikke harmonerer med redaktionens, får plads i avisen.

## Nordjyske Medier
I dag er Nordjyske Stiftstidende en del af mediehuset Nordjyske Medier. Siden starten af det 21. århundrede har Nordjyske Medier arbejdet med den såkaldte mediekonvergens, hvor fokus er flyttet fra ét til flere medier. De journalistiske historier fortælles i det medie, der er bedst egnet. Nordjyske-konceren ejer størstedelen af regionens ugeaviser, den største kommercielle radio, ANR samt tv-stationen 24Nordjyske, ligesom en række tjenester og portaler på internettet er en del af familien. Mediefolk fra det meste af verden besøger Nordjyske Medier for at se og lære, hvordan mediekonvergens kan gennemføres og skabe bedre indhold for mediernes læsere, seere og lyttere.

## Oplagstal og læsertal
Oplagstallet var i 1. halvår 2008 på 61.518.
I 2017 havde Nordjyske Stiftstidende 98.000 læsere, mens avisen i 2018 blev læst af 89.000 personer.
Ifølge MediaWatch er NORDJYSKE Stiftstidendes læsertal faldet fra 101.000 til 89.000 personer i løbet af årene 2017-19.
Fra andet halvår 2017 til andet halvår 2018 er Nordjyske Stiftstidende gået fra 98.000 til 89.000 læsere.